# Akihiro Sato (modelo)
Akihiro Sato (9 de setembro de 1983) é um modelo e ator brasileiro que segue em carreira ativa nas Filipinas.